# Харитон Симеонидис
Харитон (на гръцки: Χαρίτων) е гръцки православен духовник, митрополит.

## Биография
Роден е в 1912 година в град Никомидия, в семейството на понтийски гърци Симеонидис (Συμεωνίδης). При размяната на население между Гърция и Турция в 1920-те години се заселва в Каламата. Завършва богословско училище в Атина през 1935 година. Ръкоположен за дякон и презвитер през 1939 година. На 21 ноември 1965 г. е ръкоположен за митрополит на Поленинска и Кукушка епархия. На 13 юли 1974 г. е отстранен от престола от Хунтата на Йоанидис. Умира на 15 февруари 1987 г. В Кукуш има негов паметник.